# Чжаньи
Чжаньи́ (кит. упр. 沾益, пиньинь Zhānyì) — район городского подчинения городского округа Цюйцзин провинции Юньнань (КНР).

## География
На территории Чжаньи находится исток реки Наньпаньцзян.

## История
Когда эти земли входили в состав государства Дали, здесь был округ Шичэн (石城郡).
После завоевания Дали монголами и вхождения этих мест в состав империи Юань в 1276 году была создана Чжаньиская область (沾益州), властям которой были подчинены 3 уезда — Цзяошуй (交水县), Шилян (石梁县) и Лошань (罗山县), областные власти разместились в уезде Шилян. Во времена империи Мин областные власти в 1625 году переехали в уезд Цзяошуй. После Синьхайской революции в Китае была произведена реформа структуры административного деления, в ходе которой были упразднены области, и в 1913 году Чжаньиская область была расформирована, а уезд Цзяошуй был переименован в Чжаньи (沾益县).
В годы Второй мировой войны здесь имелся аэродром, которым пользовались американские лётчики-добровольцы из эскадрильи «Летающие тигры».
После вхождения провинции Юньнань в состав КНР в 1950 году был образован Специальный район Цюйцзин (曲靖专区), и уезд вошёл в его состав. В 1958 году уезд Чжаньи был присоединён к уезду Цюйцзин, но в 1965 году он был воссоздан.
В 1970 году Специальный район Цюйцзин был переименован в Округ Цюйцзин (曲靖地区).
9 сентября 1983 года уезды Цюйцзин и Чжаньи были объединены в городской уезд Цюйцзин (曲靖市).
Постановлением Госсовета КНР от 6 мая 1997 года были расформированы городской уезд Цюйцзин и округ Цюйцзин, и образован городской округ Цюйцзин; на землях бывшего городского уезда Цюйцзин были при этом образованы район Цилинь и уезд Чжаньи. Уезд был официально образован 28 апреля 1998 года.
Постановлением Госсовета КНР от 1 апреля 2016 года уезд Чжаньи был преобразован в район городского подчинения. Постановление вступило в силу с 1 июня 206 года.

## Административное деление
Район делится на 4 уличных комитета, 2 посёлка и 5 волостей.